# کیم سونگ وو
کیم سونگ وو (کره‌ای: 김승우؛ زادهٔ ۲۴ مه ۱۹۶۹) بازیگر و مجری تاک شوی اهل کره جنوبی است. او عضو دائمی ورایتی شوهای ۲ روز و ۱ شب و وین وین بود. از فیلم‌ها یا مجموعه‌های تلویزیونی که وی در آنها نقش داشته‌است می‌توان به برگشتن بخت، سربازان بهشت و آیریس اشاره کرد.